# 총경

총경의 계급장

총경(總警, Senior Superintendent)은 대한민국 경찰공무원의 계급 중 500여 명이 존재한다.
경정의 위, 경무관의 아래로, 고위급 간부에 속한다.
4급 서기관에 상당하며 소방공무원의 소방정, 국군의 대령(참모/대장) 계급에 해당된다.
계급정년은 11년이다.

### 자치총경

제주자치총경의 계급장

## 보직
| - 경찰서장 - 경찰청 및 시•도경찰청 과장 - 서울특별시경찰청 기동단장 | - 해양경찰청, 지방청, 교육원 과장 - 해양경찰서장 - 중앙해양특수구조단장 - 5000톤급 경비함장 | - 제주특별자치도 자치경찰단 경찰정책관 |  |

## 계급정년
- 11년 안에 경무관으로 승진하지 못하면 퇴직해야 한다.

## 같이 보기
- 대한민국 경찰공무원의 계급 목록